# Ларі (провінція Піза)
Ларі (італ. Lari) — колишній муніципалітет в Італії, у регіоні Тоскана, провінція Піза. З 1 січня 2014 року Ларі (провінція Піза) є частиною новоствореного муніципалітету Кашіана-Терме-Ларі.
Ларі розташоване на відстані близько 250 км на північний захід від Рима, 60 км на південний захід від Флоренції, 23 км на південний схід від Пізи.
Населення — 8779 осіб (2012).

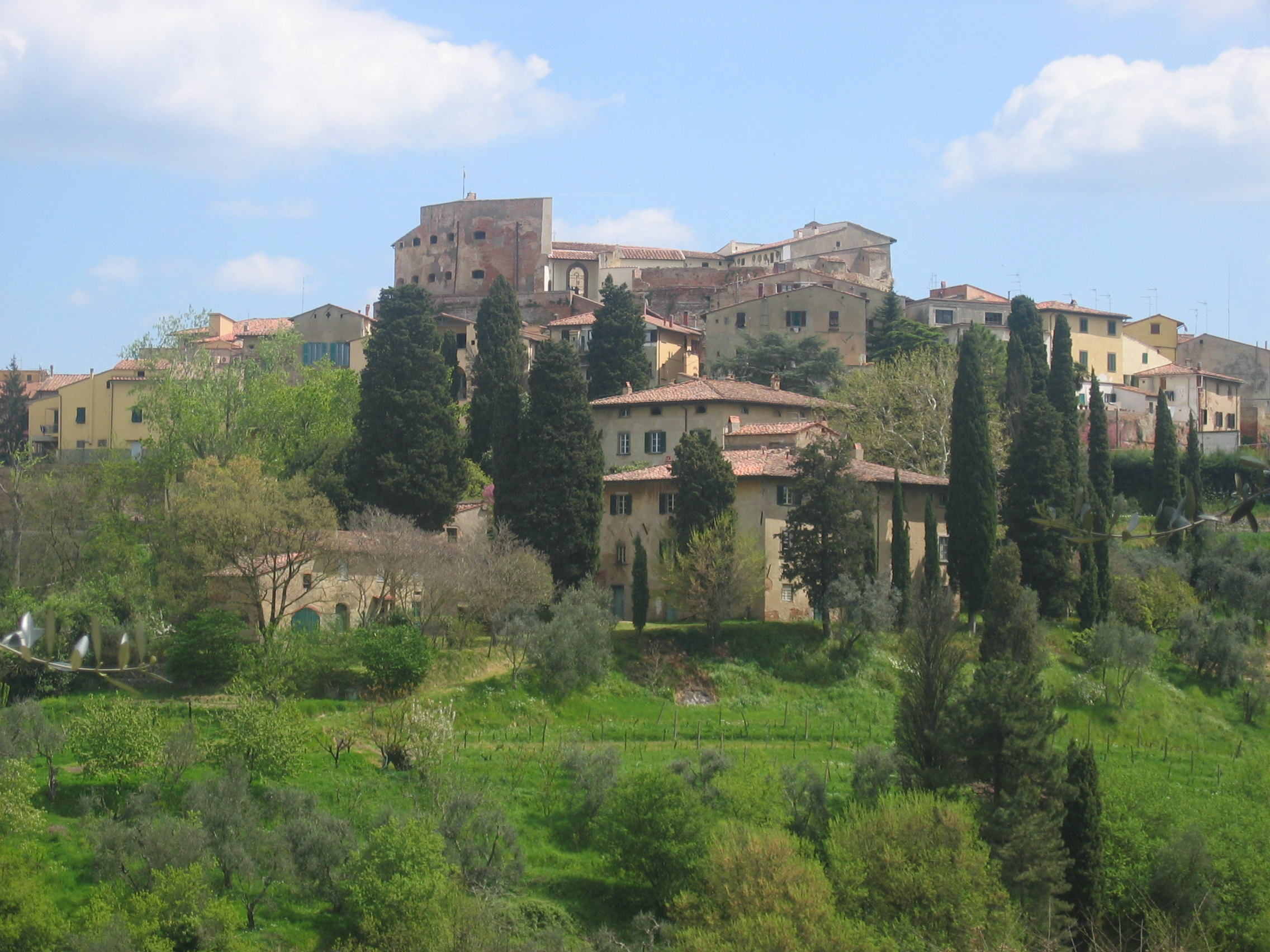

Щорічний фестиваль відбувається 8 вересня. Покровитель — San Leonardo.

## Демографія
Населення за роками:

Станом на 31 грудня 2010 року в муніципалітеті офіційно проживали 562 іноземці з 48 країн, серед них 138 громадян країн Євросоюзу та 19 громадян України.

## Сусідні муніципалітети
- Капаннолі
- Кашіана-Терме
- Кашина
- Креспіна
- Лоренцана
- Понсакко
- Понтедера
- Терриччола